# Gaggio Montano
Gaggio Montano (emilián nyelven Gâg’) település Olaszországban, Emilia-Romagna régióban, Bologna megyében. Lakosainak száma 4801 fő (2023. január 1.). Gaggio Montano Castel di Casio, Grizzana Morandi, Lizzano in Belvedere, Alto Reno Terme, Vergato, Castel d’Aiano és Montese községekkel határos.

## Népesség
A település lakossága az elmúlt években az alábbi módon változott:

| 2018 | 4 846 |
| 2023 | 4 801 |